# Дітмар Даннер
Дітмар Даннер (нім. Dietmar Danner, нар. 29 листопада 1950, Мангайм) — німецький футболіст, що грав на позиції півзахисника.
Виступав, зокрема, за клуб «Боруссія» (Менхенгладбах), а також національну збірну Німеччини.
Триразовий чемпіон Німеччини. Володар Кубка Німеччини. Дворазовий володар Кубка УЄФА.

## Клубна кар'єра
Народився 29 листопада 1950 року в місті Мангайм. Вихованець юнацької команди «Айнтрахт» (Планкштадт).
У дорослому футболі дебютував 1970 року виступами за команду клубу «Мангайм», в якій провів один сезон.
Своєю грою за цю команду привернув увагу представників тренерського штабу клубу «Боруссія» (Менхенгладбах), до складу якого приєднався 1971 року. Відіграв за менхенгладбаський клуб наступні дев'ять сезонів своєї ігрової кар'єри. За цей час тричі виборював титул чемпіона Німеччини, ставав володарем Кубка Німеччини, а також става володарем Кубка УЄФА.
Згодом з 1980 по 1982 рік грав у складі команд клубів «Шальке 04» та «Саарбрюкен».
Завершив професійну ігрову кар'єру в австрійському клубі ЛАСК (Лінц), за команду якого виступав протягом 1982—1983 років.

## Виступи за збірну
1973 року дебютував в офіційних матчах у складі національної збірної ФРН. Протягом кар'єри у національній команді, яка тривала 4 роки, провів у формі головної команди країни 6 матчів.
У складі збірної був учасником чемпіонату Європи 1976 року в Югославії, де разом з командою здобув «срібло».

## Титули і досягнення
- Чемпіон Німеччини (3):

«Боруссія» (Менхенгладбах): 1974-75, 1975-76, 1976-77
- Володар Кубка Німеччини (1):

«Боруссія» (Менхенгладбах): 1972-73
- Володар Кубка УЄФА (2):

«Боруссія» (Менхенгладбах): 1974-75, 1978-79
Збірні
- Віце-чемпіон Європи: 1976